# هتوولار
هتوولار (به لاتین: Hetovlar) یک منطقه مسکونی در جمهوری آذربایجان است که در شهرستان بالاکن واقع شده است.